# San Giovanni Gemini
San Giovanni Gemini ist eine Stadt im Freien Gemeindekonsortium Agrigent in der Region Sizilien in Italien.

## Lage und Daten
San Giovanni Gemini liegt 50 Kilometer nördlich von Agrigent. Die 7480 Einwohner (Stand 31. Dezember 2023) arbeiten hauptsächlich in der Landwirtschaft. Weitere Arbeitsplätze gibt es in Steinbrüchen und in der Steinsalzgewinnung.
Die Nachbargemeinde ist Cammarata.

## Geschichte
Die Gemeinde entstand 1451. Bis 1879 hieß die Stadt San Giovanni. 1879 wurde der Name durch den Zusatz Gemini (Zwilling) ergänzt, da der Hang, an dem die Gemeinde liegt, zwei Gipfel hat.

## Sehenswürdigkeiten
Die Pfarrkirche, geweiht San Giovanni, stammt aus dem 16. Jahrhundert und wurde im 17. Jahrhundert vollendet. Die Kirche Madonna del Carmine wurde im 16. Jahrhundert erbaut.

## Partnergemeinden
Mit der Gemeinde Remchingen besteht eine Partnerschaft.

## Persönlichkeiten
- Baldassare Reina (* 1970), römisch-katholischer Geistlicher, Generalvikar des Bistums Rom, Kardinal